# Niolamia
Niolamia es un género extinto de tortuga de América del Sur perteneciente a la familia de las meiolánidas. Woodward sinonimizó este género con  Meiolania, pero esto no fue aceptado por los autores posteriores.

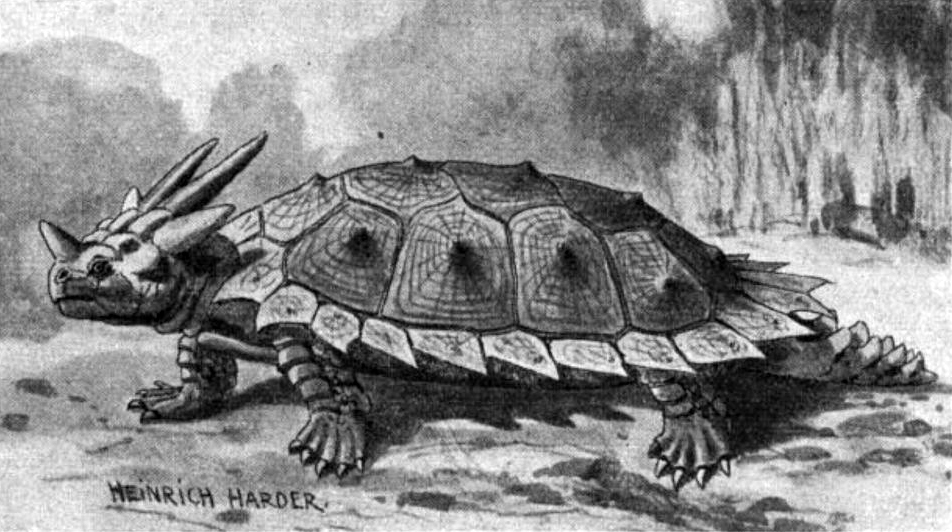
Reconstrucción de Niolamia por Heinrich Harder (1914), basada en especímenes asignados por entonces a Meiolania.